# Yardiella
Yardiella humphreysi es una especie de araña araneomorfa de la familia Filistatidae. Es la única especie del género monotípico Yardiella.  

## Distribución
Es originaria de Australia Occidental en Cabo Noroeste.